# Tutu (Album)
Tutu ist ein Musikalbum des amerikanischen Trompeter Miles Davis, das 1986 bei Warner Bros. Records veröffentlicht wurde. Miles Davis erhielt für seine Soloperformance den Grammy, Eiko Ishioka, die das von Irving Penn fotografierte Cover entwarf, erhielt einen Grammy für ihre Arbeit als Art Director. Den Titel des Albums wählte Miles zu Ehren von Desmond Tutu, der ebenfalls 1986 erster schwarzer anglikanischer Erzbischof von Kapstadt, Südafrika, wurde. Es wurde neben Kind of Blue eines der bestverkauften Alben von Davis.
Das Album ist bekannt für seinen innovativen Einsatz von elektronischen Klängen und Synthesizern, was zu einer Mischung aus Jazz, Funk und Fusion führt. Es enthält auch Gastbeiträge von Musikern wie George Duke, Omar Hakim und Adam Holzman. Tutu wurde von Kritikern positiv aufgenommen und gilt inzwischen als eines der bedeutendsten Alben von Miles Davis in den 1980er-Jahren.

## Entstehung
Tutu war Miles Davis’ erstes Album, nachdem er seine mehr als 30-jährige Zusammenarbeit mit CBS beendet hatte. Miles arbeitete unter anderem mit dem Bassisten Marcus Miller zusammen. Miller, der in seiner Karriere schon als Sideman und Arrangeur für Davis gearbeitet hatte, schrieb sechs Stücke des Albums, eins davon in Kooperation mit Davis, die zwei anderen stammten von George Duke und Scritti Politti. Er produzierte auch das Album, zusammen mit Tommy LiPuma, der Davis zu Warner geholt hatte.
Ursprünglich steuerte Prince einen Song mit Namen Can I Play with U? für das Album Tutu bei, doch Prince’ damaliger Saxofonist Eric Leeds sagte im Jahr 2016: „Es gab Leute im Miles-Davis-Lager, die großes Interesse daran hatten, einfach nur, um einen Prince-Song zu haben, als eine Art Gütesiegel. Miles spielte Trompete dazu ein. So hoch der Coolness-Faktor, auf einer Miles-Davis-Platte zu sein, auch gewesen wäre, der Song war einfach nicht gut genug und wurde nie veröffentlicht.“ Im September 2020 brachte The Prince Estate (dt.: Der Prince-Nachlass) den Song auf dem Album Sign o’ the Times Super Deluxe doch noch heraus.
Die Musik von Tutu ist an den Sound der 1980er Jahre angelegt mit vielen R&B- und Funk-Elementen. Das Stück Full Nelson bezieht sich auf den südafrikanischen Politiker Nelson Mandela und ist gleichzeitig eine Referenz an eine frühere Davis-Komposition, Half Nelson, die nach dem Bebop-Jazz-Bassisten Nelson Boyd benannt war und eine Anspielung auf einen Nackenhebel (Halbnelson) beim Ringkampf war.

## Rezeption
Tutu wurde von den zeitgenössischen Jazz-Kritikern uneinheitlich bewertet. Robert Christgau vergab ein B+ und schrieb:

“I cried fraud at first, and if you have no use for catchy little anythings you'll agree, but I changed my mind. Marcus Miller acquits himself in the Gil Evans role, George Duke gets off a nice lick, and Scritti Politti provides a snappier cover than Cyndi Lauper.”

„Ich schrie zunächst Betrug, und wenn Sie keine Verwendung für kleine, eingängige Beliebigkeiten haben, werden Sie mir zustimmen, aber ich habe meine Meinung geändert. Marcus Miller bewährt sich in der Gil-Evans-Rolle, George Duke hebt ab mit schönen Licks und Scritti Politti bietet ein flotteres Cover als Cyndi Lauper.“

Scott Yanow vergab bei Allmusic zweieinhalb von fünf Sternen und schrieb:

“Certainly the results are not all that spontaneous, but Davis is in top form and some of the selections (most notably the title cut) are quite memorable.”

„Sicherlich sind die Ergebnisse nicht ganz so spontan, aber Davis ist in Top-Form, und einige der Stücke (vor allem das Titelstück) sind sehr einprägsam.“

Hingegen meinte Mike Zwerin: „Es gibt überhaupt keinen Zweifel daran, dass Tutu das beste Miles-Davis-Album dieses Jahrzehnts ist. Das ist die Musik zum Film unseres Lebens.“ Der britische Musikkritiker Charles Shaar Murray gab dem Album fünf Sterne und meinte, dass es vielleicht mit Ausnahme der Alben We Want Miles und You’re Under Arrest kein besseres Album seit dem Comeback von Davis gegeben habe. „Vielleicht macht er nicht mehr solche Alben, wie er sie in den 1950er Jahren machte. Aber niemand machte ein Album wie dieses. Außer Miles Davis.“
Der Keyboarder Kei Akagi, der ab 1989 mit Davis spielte und dann an der University of Los Angeles Musik lehrte, hat eindrücklich darauf hingewiesen, dass diese Musik eine ganze Generation jüngerer Musiker beeinflusst hat, „für die nun Tutu die gleiche Bedeutung hat wie So What.“
Das Magazin Rolling Stone wählte das Album 2013 in seiner Liste Die 100 besten Jazz-Alben auf Platz 96.

## Titelliste
Alle Kompositionen von Marcus Miller, sofern nicht anderweitig vermerkt
1. Tutu – 5:15
2. Tomaas – 5:38 (Davis, Marcus Miller)
3. Portia – 6:18
4. Splatch – 4:46
5. Backyard Ritual – 4:49 (George Duke)
6. Perfect Way – 4:35 (David Gamson, Green Gartside)
7. Don’t Lose Your Mind – 5:49
8. Full Nelson – 5:06